# Caroline Terrée
 (mars 2024).
Si vous disposez d'ouvrages ou d'articles de référence ou si vous connaissez des sites web de qualité traitant du thème abordé ici, merci de compléter l'article en donnant les références utiles à sa vérifiabilité et en les liant à la section « Notes et références ».
Caroline Terrée est une auteure de romans – dont une série de thrillers : "Série CSU / Agent Kovacs" – et d'ouvrages de non-fiction. Née le 11 février 1968 à Toulouse (France), elle vit depuis 1990 à Belfast (Irlande du Nord), d’où elle travaille comme auteure et graphic designer. Depuis 2000, elle passe environ deux mois par an à Vancouver (Canada), ville dans laquelle se déroule la série CSU.

## Série CSU / Agent Kovacs

### Synopsis
Le CSU est une unité de police spécialisée dans les enquêtes difficiles. Basée à Vancouver et dirigée par Kate Kovacs – un agent du FBI qui se bat aussi contre ses propres démons.
Cette série de thrillers est basée sur le format et le style d'une série télévisée, avec une enquête indépendante au cœur de chaque tome et l'histoire de Kate, explorée et révélée au fil des épisodes.

### Épisodes
- CSU #01 : Portée disparue
- CSU #02 : Le Phénix
- CSU #03 : Le Dragon rouge
- CSU #04 : Mort blanche
- CSU #05 : Le Prédateur
- CSU #06 : Impact
- CSU #07 : Sacrifices
- CSU #08 : Équinoxe
- CSU #09 : Vortex
- CSU #10 : Fugitifs
- CSU #11 : Démons
- CSU #12 : Loki

## Graphic Design
En tant que graphic designer, Caroline Terrée travaille avec des clients basés dans différents pays à travers le monde. Les designs qu'elle crée incluent : identités visuelles, logos, sites web, infographies, présentations, rapports et campagnes promotionnelles. 

## Photos
Prendre des photos joue un rôle important dans son processus créatif (écriture et design). Pour l'écriture de "Série CSU / Agent Kovacs", elle fait de nombreuses recherches sur le terrain, à Vancouver et dans sa région – une période pendant laquelle elle prend en photo les décors qu'elle compte utiliser pour l'écriture de scènes et séquences de la série. Cette démarche, proche de celle de repérages pour une série télévisée ou un film, fait partie des multiples aspects visuels de "Série CSU / Agent Kovacs".